# Кампусано, Джорман
Джорман Давид Кампусано Пуэнтес (англ. Jorman David Campuzano Puentes; род. 30 апреля 1996 года, Тамаламеке, Колумбия) — колумбийский футболист, полузащитник клуба «Бока Хуниорс» и сборной Колумбии.

## Клубная карьера
Кампусано начал профессиональную карьеру в клубе «Депортиво Перейра». 30 сентября 2015 года в матче против «Тигрес» он дебютировал в колумбийской Примере B. 2 августа 2016 года в поединке против «Атлетико Кали» Джорман забил свой первый гол за «Депортиво Перейра». В начале 2018 года Кампусано на правах аренды перешёл в «Атлетико Насьональ». 19 февраля в матче против «Мильонариос» он дебютировал в Кубке Мустанга. В своём дебютном сезоне Кампусано помог клубу выиграть Кубок Колумбии.

## Международная карьера
8 сентября 2018 года в товарищеском матче против сборной Венесуэлы Кампусано дебютировал за сборную Колумбии, заменив во втором тайме Вильмара Барриоса.

## Достижения
«Атлетико Насьональ»
- Обладатель Кубок Колумбии по футболу — 2018